# Kavusi
Kavusi (en grec, Καβούσι) és un poble de Grècia situat a l'illa de Creta. Pertany a la unitat perifèrica de Lassithi i al municipi i a la unitat municipal de Ieràpetra. L'any 2011 tenia 559 habitants.

## Jaciments arqueològics de la zona
Al territori de Kavusi s'han trobat restes arqueològiques les primeres excavacions de les quals les dirigí Harriet Boyd el 1900 i 1901. Després d'altres troballes i exploracions d'anys posteriors, s'hi dugué a terme entre 1974 i 1978 un extens programa d'excavacions dirigit per Geraldine Gesell i Leslie Day, que incloïa el territori de Kavusi. Aquest estudi identificà 33 jaciments arqueològics a l'àrea de Kavusi amb restes que abastaven des del Neolític fins a l'època romana, la qual cosa propicià l'elaboració de l'anomenat «Projecte Kavusi» a partir de 1979.
Del període minoic antic s'han identificat a l'àrea de Kavusi un total de nou llocs, dels quals dos (un al poble de Kavusi i un altre al lloc d'Agios Antonios-Alykomuri) eren assentaments que han donat també restes del Neolític.
Creixen significativament el nombre de llocs on s'han identificat restes del període minoic mitjà, fins a arribar a un total de 53 en el minoic mitjà II, agrupats a l'entorn de deus o terres cultivables; la majoria degueren ser cases individuals o llogarets petits. Alguns d'aquests llocs foren abandonats en el període minoic tardà I, període en què sorgiren a la zona algunes grans cases rurals, encara que sense l'arquitectura característica dels palaus. Dues troballes de figuretes del minoic mitjà III i minoic tardà I podrien indicar la presència d'activitats de culte. D'aquest període és destacable la grandària de l'assentament de la badia de Tholos que sembla haver funcionat com un port.
En canvi, en els períodes minoic tardà II i III s'observa una clara disminució de població a la zona, ja que les escasses troballes d'aquest període semblen indicar un abandó quasi total del territori de Kavusi.
En l'Edat Fosca, però, augmenta significativament el nombre d'assentaments a la zona, però es localitzen a l'entorn de valls situades entre terres altes i fonts de muntanyes a Avgo, Vronda i la gorja de Kha. Aquest canvi en les ubicacions dels assentaments, d'un marcat caràcter defensiu i aïllat, es relaciona amb la inestabilitat general en tota la zona de l'Egeu ocorreguda després del col·lapse de la civilització micènica. La població cresqué fins aproximadament el 750 ae; es va reduir en el període orientalitzant en llocs com Kavusi Kastro i, després d'un augment de la despoblació, tota l'àrea de Kavusi restà abandonada en el període clàssic. Posteriorment, les restes més significatives de presència humana en el període romà apareixen a la badia de Tholos i al poble de Kavusi.

### Kavusi Vronda

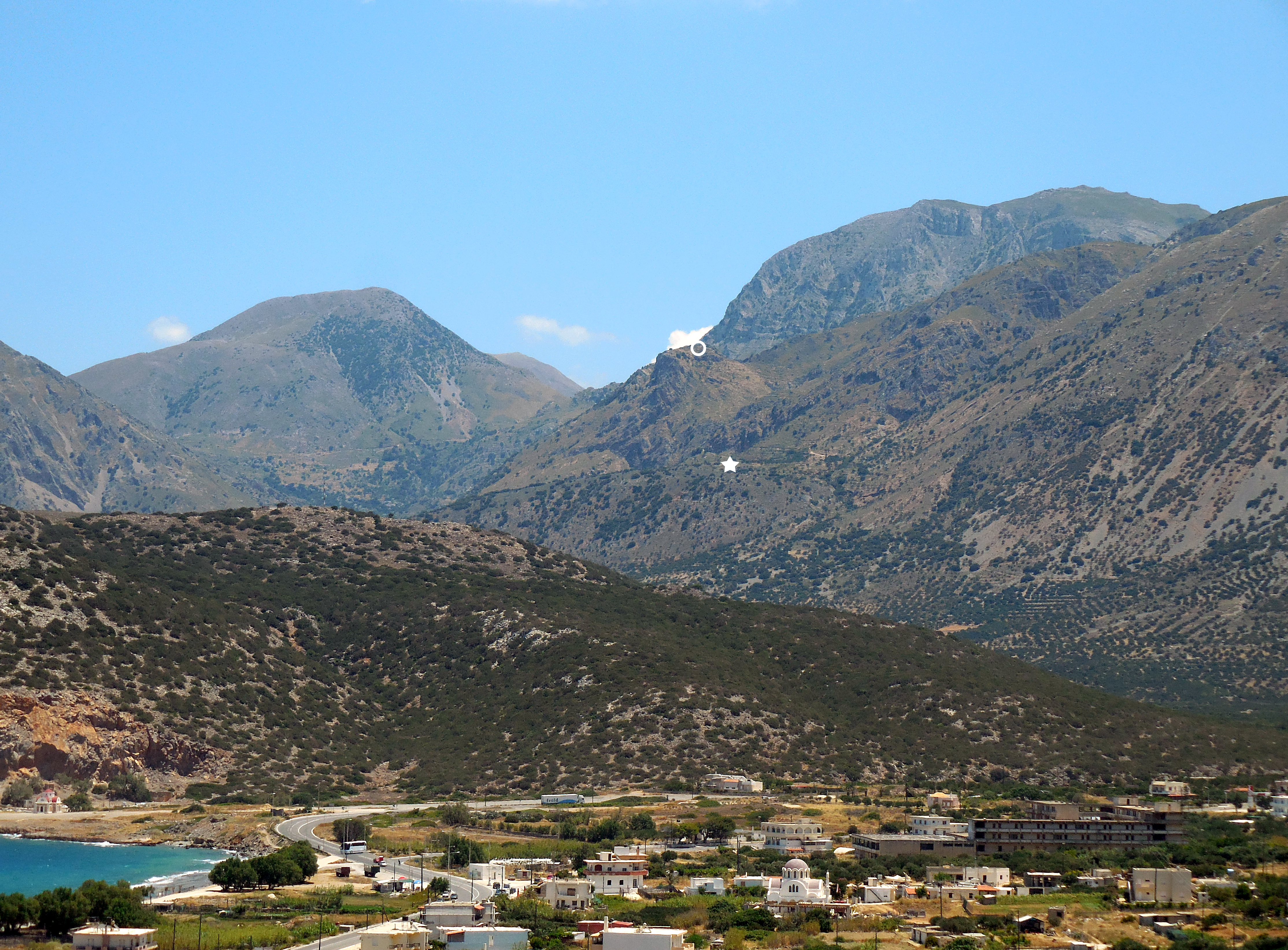
Ubicació dels jaciments de Kavusi Kastro (marcat amb un cercle) i Kavusi Vronda (marcat amb un estel)

Un dels assentaments minoics es trobava al turó Vronda, a 420 m d'altitud i a 5 km de la costa. El seu període d'ocupació principal fou el minoic tardà IIIC. Al final d'aquest període fou abandonat i durant el període geomètric tardà únicament hi havia ací una necròpoli. Entre els edificis de l'assentament, destaca el que es trobava al cim, construït a l'entorn d'un pati obert. Per la grandària i complexitat, podria haver pertangut a una família important o potser tenia una funció pública. Un altre edifici, denominat G, al sud-oest de l'assentament, s'ha interpretat com un santuari, per troballes com diverses kalathos, vasos de serps o un tors d'una dea amb els braços alçats. La resta de les cases tenien de dues a cinc cambres i almenys una d'elles era més gran que les altres.
Al nord i al nord-oest s'ha excavat la necròpoli, el material més antic de la qual és del període subminoic, una època en què l'assentament degué abandonar-se. S'ha suggerit que aquestes tombes pogueren utilitzar-les els habitants que s'havien establert en llocs propers a Vronda.

### Kavusi Kastro
Hi hagué un assentament al turó de Kastro, proper a Vronda, a 700 m d'altitud i a 6 km de la costa, que estigué habitat des del període minoic tardà IIIC fins al període orientalitzant, tot i que les principals restes pertanyen al període protogeomètric. L'estranya disposició dels carrers d'aquest assentament ha fet pensar que l'accés a l'exterior de les cases podria haver-se'n fet des del sostre.

### Azoria

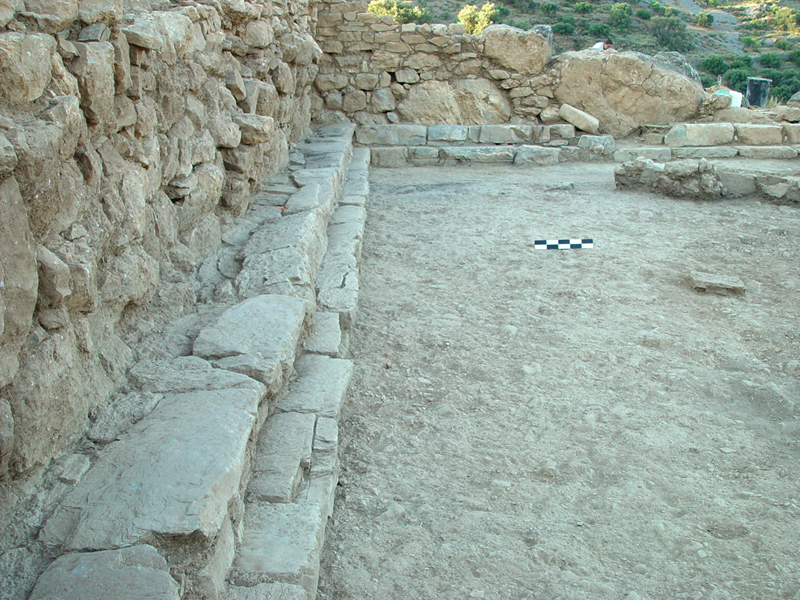
Restes de l'edifici cívic monumental del jaciment d'Azoria

Azoria és un dels jaciments arqueològics de l'àrea de Kavusi que estigué habitat durant un període comprés entre 1200 i el s. VI ae. Nasqué com una petita vila en l'edat del ferro i es va transformar en una polis en el període arcaic. Tenia dues acròpolis, una al nord i una altra al sud. En l'acròpoli sud s'ha excavat un gran edifici cívic al voltant del qual hi havia cases i contenia cuines i espais per elaborar vi. En aquest gran edifici i en els seus recintes limítrofs es trobaren grans gerros per emmagatzemar olives i vi, així com altres recipients de ceràmica importada, adorns orientals, armes i armadures de bronze i ferro. A la ciutat hi havia també una muralla d'uns 365 m.